# Церква Святого Пророка Іллі (Рублин)
Церква Святого Пророка Іллі в Рублині — парафія і храм греко-католицької громади Золотопотіцького деканату Бучацької єпархії Української греко-католицької церкви в селі Рублин Чортківського району Тернопільської области.

## Історія церкви
Парафія була заснована у 1992 році завдяки зусиллям отця-митрата Василя Бігуна, який займався оформленням документів та організовував будівництво. Активну участь у зведенні храму брали також жителі села Рублин, віряни з навколишніх сіл, а також державні та приватні організації. Будівництво тривало три роки.
У жовтні 1995 року владика Тернопільської єпархії Михаїл Сабрига освятив новозбудовану церкву.
При парафії діє Вівтарна дружина, а у власності парафії є проборство.

## Парохи
- о. митрат Василій Бігун (1992—1996),
- о. Іван Гнилиця (2004—2005),
- о. Андрій Новак (з грудня 2005).